# Brazda
Brazda (maced. Бразда) – wieś w północnej Macedonii Północnej, w pobliżu stolicy i największego miasta tego kraju, Skopje.
Osada wchodzi w skład gminy Czuczer-Sandewo.